# Mario van der Ende
Mario van der Ende, né le 28 mars 1956 à La Haye, est un ancien footballeur et arbitre néerlandais de football.

## Carrière de joueur
Mario van der Ende entama une carrière de joueur et remporta deux coupes des Pays-Bas en 1968 et en 1975 avec l'ADO La Haye.

### Clubs
- 1964-1966 :  GONA
- 1966-1977 :  ADO Den Haag

## Carrière d'arbitre
Il a officié dans des compétitions majeures :  
- Supercoupe de l'UEFA 1991
- Coupe du monde de football des moins de 17 ans 1991 (2 matchs)
- Coupe du monde de football de 1994 (3 matchs)
- Supercoupe de l'UEFA 1994 (match aller)
- Euro 1996 (1 match)
- Coupe du monde de football de 1998 (2 matchs)